# Gargaphia balli
Gargaphia balli är en insektsart som beskrevs av Drake och Carvalho 1944. Gargaphia balli ingår i släktet Gargaphia och familjen nätskinnbaggar. Inga underarter finns listade i Catalogue of Life.